# Matougues
Matougues és un municipi francès, situat al departament del Marne i a la regió del Gran Est. L'any 2007 tenia 647 habitants.

## Demografia

### Població
El 2007 la població de fet de Matougues era de 647 persones. Hi havia 238 famílies, de les quals 28 eren unipersonals (8 homes vivint sols i 20 dones vivint soles), 101 parelles sense fills, 105 parelles amb fills i 4 famílies monoparentals amb fills.
La població ha evolucionat segons el següent gràfic:
Habitants censats

### Habitatges
El 2007 hi havia 246 habitatges, 241 eren l'habitatge principal de la família, 1 era una segona residència i 4 estaven desocupats. Tots els 246 habitatges eren cases. Dels 241 habitatges principals, 217 estaven ocupats pels seus propietaris, 21 estaven llogats i ocupats pels llogaters i 2 estaven cedits a títol gratuït; 1 tenia una cambra, 3 en tenien dues, 14 en tenien tres, 79 en tenien quatre i 144 en tenien cinc o més. 217 habitatges disposaven pel capbaix d'una plaça de pàrquing. A 86 habitatges hi havia un automòbil i a 146 n'hi havia dos o més.

### Piràmide de població
La piràmide de població per edats i sexe el 2009 era:
| Homes | Edats   | Dones |
| ----- | ------- | ----- |
| 0     | 95 o +  | 0     |
| 0     | 90 a 94 | 0     |
| 4     | 85 a 89 | 8     |
| 0     | 80 a 84 | 8     |
| 4     | 75 a 79 | 8     |
| 8     | 70 a 74 | 12    |
| 24    | 65 a 69 | 16    |
| 8     | 60 a 64 | 16    |
| 4     | 55 a 59 | 8     |
| 24    | 50 a 54 | 28    |
| 36    | 45 a 49 | 28    |
| 32    | 40 a 44 | 44    |
| 20    | 35 a 39 | 12    |
| 32    | 30 a 34 | 16    |
| 20    | 25 a 29 | 20    |
| 16    | 20 a 24 | 4     |
| 28    | 15 a 19 | 20    |
| 12    | 10 a 14 | 24    |
| 20    | 5 a 9   | 16    |
| 32    | 0 a 4   | 8     |

## Economia
El 2007 la població en edat de treballar era de 415 persones, 306 eren actives i 109 eren inactives. De les 306 persones actives 295 estaven ocupades (162 homes i 133 dones) i 10 estaven aturades (4 homes i 6 dones). De les 109 persones inactives 39 estaven jubilades, 33 estaven estudiant i 37 estaven classificades com a «altres inactius».

### Ingressos
El 2009 a Matougues hi havia 248 unitats fiscals que integraven 694 persones, la mediana anual d'ingressos fiscals per persona era de 20.486 €.

### Activitats econòmiques
Dels 21 establiments que hi havia el 2007, 1 era d'una empresa alimentària, 1 d'una empresa de fabricació d'elements pel transport, 2 d'empreses de fabricació d'altres productes industrials, 5 d'empreses de construcció, 4 d'empreses de comerç i reparació d'automòbils, 1 d'una empresa de transport, 2 d'empreses d'hostatgeria i restauració, 1 d'una empresa financera, 2 d'empreses de serveis, 1 d'una entitat de l'administració pública i 1 d'una empresa classificada com a «altres activitats de serveis».
Dels 4 establiments de servei als particulars que hi havia el 2009, 1 era un taller de reparació d'automòbils i de material agrícola, 1 paleta, 1 fusteria i 1 empresa de construcció.
L'any 2000 a Matougues hi havia 20 explotacions agrícoles que ocupaven un total de 1.520 hectàrees.

## Equipaments sanitaris i escolars
El 2009 hi havia una escola elemental.

## Poblacions més properes
El següent diagrama mostra les poblacions més properes.